# 芝村藩
戒重藩（日语：／ Kaijū-han */?）是日本大和國式上郡戒重的藩，元和3年至寬永5年（1617年至1628年）期間創藩，延享2年閏12月12日（1746年2月2日）轉移至式上郡芝村而創立芝村藩（日语：／ Shibamura-han */?），岩田藩（日语：／ Iwata-han */?）的稱呼源於芝村原本稱為岩田村，明治4年7月14日（1871年8月29日）廢藩。
石高是10,000石，藩廳在戒重藩時期是戒重陣屋，芝村藩時期是芝村陣屋，藩校是創立自元祿9年（1696年）的遷喬館，明治3年（1870年）時改稱為明喬館，同年人口是1,385戶6,744人。武家屋敷方面，江戶藩邸上屋敷先後設於八代洲河岸、飯倉片町和麻布白金臺，下屋敷先後設於麻布白金臺、飯倉片町、中澀谷和芝二本榎。

## 歷史
元和元年8月12日（1615年10月4日），織田長政獲其父織田長益分知攝津國島下郡、大和國山邊郡和式上郡內約9,980石，元和3年至寬永5年（1617年至1628年）期間在老中井上正就的安排下獲加增山邊郡園原村內約19石，以石高10,000石創藩。長政最初在山邊郡山口村主政，元和4年（1618年）8月在戒重城遺址興建陣屋，翌年8月移居至戒重陣屋。
天和3年5月2日（1683年5月27日），大和松山藩藩主織田長賴三子織田長清作為藩主織田長明的養子而繼位。寶永元年4月1日（1704年5月4日），長清向江戶幕府提出轉移至式上郡岩田村，理由是戒重村位於領地的最南面，不便徵收年貢，而且狹小潮濕，不受部分藩士歡迎，相對地岩田村則位處於領地的中心部分，不但石高較多，加上地勢高且乾燥，而且位處上街道，交通也較為方便。同年4月11日（5月14日）獲准，翌年開始興建繩張，並且在寶永3年（1706年）完工。
正德3年9月27日（1713年11月14日），長清根據幕府指示將岩田村改名為芝村，不過根據寶永2年（1705年）時的《御林武鑑》記載當時已經改稱為芝村。元文2年（1737年），芝村藩奉命作為預地接管大和國和攝津國內的約13,000石的幕府領。寬保元年7月11日（1741年8月21日），芝村藩由於在預地成功增收年貢而獲得幕府嘉獎，相對地預地農民的不滿情緒與日俱增，在元文至明和年間（1736年至1772年）時曾經多次爆發一揆。寬保2年9月23日（1742年10月21日），芝村陣屋的府第完工，延享2年閏12月12日（1746年2月2日）正式將藩廳從戒重轉移至芝村。
延享3年（1746年），芝村藩的預地增加至311村89,076石。同年，預地式上郡辻村等九村向巡見使請求減免年貢。寬延2年（1749年）3月至8月，預地各郡的農民向京都町奉行箱訴減免年貢。寶曆3年（1753年）11月，芝村騷動爆發，預地十市郡、式下郡和葛下郡的約30數村強訴至京都奉行所，同年秋天由於稻米和綿花均欠收，加上年貢過重，預地農民聯手拒絕收割稻米，並且要求減免年貢以及改由其他藩接管。十市郡九村的代表十數人上洛，並且箱訴，雖然八度提出訴狀，不過最終仍然未獲接納。在眾人回村後，參與者相繼被問罪，約200人被送至江戶調查和收監，最終年貢雖然有所減免，不過參與者中一人被處死，四人被流放至島嶼，32人被追放，38人死於獄中。
寶曆10年（1761年）12月下旬，預地宇陀郡和吉野郡的農民以請求夫食為名向宇陀郡半坂一帶進發，並且打算襲擊宇陀附近的酒鋪，最終多人被處分。明和5年（1768年），預地宇陀郡和吉野郡再次爆發騷動，同時芝村藩領地的農民約2、3,000人為了請求減免年貢也強訴至芝村陣屋，大庄屋的住處遭到打毀。寬政6年4月23日（1794年5月22日），預地官員被發現向今井的町人借取銀子以及收受酬金，藩主織田長教被處以差控，家老、用人和郡奉行等六人則被處以押込，預地93,430石被幕府收回。
嘉永5年3月13日（1852年5月1日），美濃苗木藩藩主遠山友詳之弟作為藩主織田長恭的養子而繼位，即織田長易。文久3年9月25日（1863年11月6日），長易在天誅組之變時搜捕天誅組浪士中垣謙太郎等五人，並且在同年11月將其交予京都町奉行。元治元年（1864年）3月，長易憑此功績獲江戶幕府將軍下賜時服。慶應4年正月24日（1868年2月17日），長易在鳥羽伏見之戰後與大和高取藩藩主植村家保一同奉命取締大和國的幕府領。同年正月29日（2月22日），長易由於修葺神武天皇陵有功而獲賜狩衣。明治4年7月14日（1871年8月29日），廢藩置縣。

## 歷任藩主
| 家名   | 家格      | 名稱     | 石高     | 領地                              |
| ------ | --------- | -------- | -------- | --------------------------------- |
| 織田家 | 外樣 陣屋 | 織田長政 | 10,000石 | 大和國山邊郡和式上郡 攝津國島上郡 |
| 織田家 | 外樣 陣屋 | 織田長定 | 10,000石 | 大和國山邊郡和式上郡 攝津國島上郡 |
| 織田家 | 外樣 陣屋 | 織田長明 | 10,000石 | 大和國山邊郡和式上郡 攝津國島上郡 |
| 織田家 | 外樣 陣屋 | 織田長清 | 10,000石 | 大和國山邊郡和式上郡 攝津國島上郡 |
| 織田家 | 外樣 陣屋 | 織田長弘 | 10,000石 | 大和國山邊郡和式上郡 攝津國島上郡 |
| 織田家 | 外樣 陣屋 | 織田長亮 | 10,000石 | 大和國山邊郡和式上郡 攝津國島上郡 |
| 織田家 | 外樣 陣屋 | 織田輔宜 | 10,000石 | 大和國山邊郡和式上郡 攝津國島上郡 |
| 織田家 | 外樣 陣屋 | 織田長教 | 10,000石 | 大和國山邊郡和式上郡 攝津國島上郡 |
| 織田家 | 外樣 陣屋 | 織田長宇 | 10,000石 | 大和國山邊郡和式上郡 攝津國島上郡 |
| 織田家 | 外樣 陣屋 | 織田長恭 | 10,000石 | 大和國山邊郡和式上郡 攝津國島上郡 |
| 織田家 | 外樣 陣屋 | 織田長易 | 10,000石 | 大和國山邊郡和式上郡 攝津國島上郡 |

## 領地
| 令制國 | 郡                  | 領地                                                                                         |
| ------ | ------------------- | -------------------------------------------------------------------------------------------- |
| 大和國 | 城上郡（12村）      | 戒重村、大西村、江包村、岩田村、箸中村、穴師村、備後村、角栖村、柳村、中谷村、和田村、小夫村 |
| 大和國 | 山邊郡（9村）       | 勺田村、山口村、內馬場村、薗原村、兵庫村、新泉村、岸田村、乙木村、藤井村                     |
| 攝津國 | 嶋下郡太田領（5村） | 上村、坪井村、庄屋村、下村、正音寺村                                                         |

| 令制國 | 郡     | 領地 |
| ------ | ------ | --- |
| 大和國 | 式上郡 | 芝村、箸中村、戒重村、穴師村、備後村、小夫村、和田村、和田村之內龍野方、中谷村、柳村、角柄村、江包村、大西村北方 |
| 大和國 | 山邊郡 | 園原村、岸田村、新泉村、兵庫村、乙木村、山口村、勾田村、御經野村、藤井村、內馬場村                               |
| 攝津國 | 島下郡 | 味舌下村、味舌鄉坪井村、味舌鄉上村、味舌鄉庄屋村                                                                 |

## 註解
1. ↑  戒重現為奈良縣櫻井市戒重（日语：城島村 (奈良県)）[1]。
2. ↑  芝村現為櫻井市芝（日语：織田村）[1]。
3. ↑  現行對應地名如下：
  - 八代洲河岸現為東京都千代田區丸之內1至3丁目和有樂町1丁目的西面護城河邊的地區[4]。
  - 飯倉片町上屋敷和下屋敷現為東京都港區白金1丁目[5]。
  - 麻布白金臺上屋敷和下屋敷現為港區白金2丁目4[6][7]。
  - 芝二本榎現為港區高輪3丁目和白金台2丁目一帶[8][7]。
4. ↑  園原村現為奈良縣天理市園原町（日语：朝和村）[1]。
5. ↑  山口村現為天理市杣之內町（日语：朝和村）[1]。
6. ↑  辻村現為櫻井市辻（日语：纏向村）[1]。
7. ↑  半坂現為奈良縣宇陀市大宇陀區（日语：大宇陀町）半阪（日语：神戸村 (奈良県)）[1]。

## 外部連結
- . kotobank （日语）.